# Alpha Crateris
Alpha Crateris este o stea din constelația Cupa. Numele său tradițional este Alkes, care provine din arăbescul الكاس (alkās) sau الكأس (alka's), cupa.
Alpha Crateris aparține clasei spectrale K1, are magnitudinea aparentă 4,07 și se află la 174 ani-lumină depărtare de Pământ.